# Camellia crassipes
Camellia crassipes là một loài thực vật có hoa trong họ Theaceae. Loài này được Sealy mô tả khoa học đầu tiên năm 1949.